# Via bronze
La via bronze, en accés obert, és la via d'accés a publicacions en què el text dels articles es pot consultar lliurement, però l'editorial conserva tots els drets d’explotació dels documents. La revista, en aquest cas, és d'accés gratuït, però no d'accés obert perquè no disposa d'una llicència que permeti la reutilització ni redistribució del contingut.